# Unione Sportiva Nocerina 1999-2000
Questa pagina raccoglie le informazioni riguardanti l'Unione Sportiva Nocerina nelle competizioni ufficiali della stagione 1999-2000.

## Rosa
| N. |                   | Ruolo | Calciatore          |
| -- | ----------------- | ----- | ------------------- |
| -  | Italia (bandiera) | C     | Gerardo Alfano      |
| -  | Italia (bandiera) | C     | Salvatore Ambrosino |
| -  | Italia (bandiera) | P     | Matteo Apuzzo       |
| -  | Italia (bandiera) | A     | Roberto Arco        |
| -  | Italia (bandiera) | C     | Salvatore Avallone  |
| -  | Italia (bandiera) | D     | Tiziano Carnevali   |
| -  | Italia (bandiera) | D     | Domenico Colletto   |
| -  | Italia (bandiera) | A     | Andrea Conti        |
| -  | Italia (bandiera) | C     | Leonardo Coppola    |
| -  | Italia (bandiera) | P     | Vincenzo Criscuolo  |
| -  | Italia (bandiera) | C     | Emiliano De Juliis  |
| -  | Italia (bandiera) | A     | Roberto De Palma    |
| -  | Italia (bandiera) | A     | Tony Di Maggio      |
| -  | Italia (bandiera) | P     | Gennaro Esposito    |
| -  | Italia (bandiera) | D     | Marcello Esposito   |
| -  | Italia (bandiera) | C     | Angelo Giacalone    |

| N. |                   | Ruolo | Calciatore         |
| -- | ----------------- | ----- | ------------------ |
| -  | Italia (bandiera) | A     | Carlo Giacchino    |
| -  | Italia (bandiera) | C     | Domenico Giugliano |
| -  | Italia (bandiera) | A     | Diego Guadagnuolo  |
| -  | Italia (bandiera) | A     | Luis Landini       |
| -  | Italia (bandiera) | D     | Giovanni Langella  |
| -  | Italia (bandiera) | D     | Ivanoe Lanzara     |
| -  | Italia (bandiera) | D     | Simone Loria       |
| -  | Italia (bandiera) | P     | Vincenzo Marinacci |
| -  | Italia (bandiera) | C     | Aldo Monza         |
| -  | Italia (bandiera) | A     | Graziano Nocera    |
| -  | Italia (bandiera) | A     | Corrado Pilleddu   |
| -  | Italia (bandiera) | C     | Cristian Ranalli   |
| -  | Italia (bandiera) | D     | Salvatore Russo    |
| -  | Italia (bandiera) | D     | Paolo Siroti       |
| -  | Italia (bandiera) | D     | Luca Trifone       |

## Risultati

### Campionato

#### Girone di andata
| 5 settembre 1999 1ª giornata | Ancona | 1 – 0 | Nocerina |  |

| 12 settembre 1999 2ª giornata | Nocerina | 0 – 0 | Castel di Sangro |  |

| 19 settembre 1999 3ª giornata | Juve Stabia | 1 – 1 | Nocerina |  |

| 26 settembre 1999 4ª giornata | Nocerina | 2 – 1 | Viterbese |  |

| 3 ottobre 1999 5ª giornata | Catania | 1 – 1 | Nocerina |  |

| 10 ottobre 1999 6ª giornata | Fidelis Andria | 1 – 1 | Nocerina |  |

| 17 ottobre 1999 7ª giornata | Nocerina | 1 – 0 | Gualdo |  |

| 24 ottobre 1999 8ª giornata | Atletico Catania | 3 – 1 | Nocerina |  |

| 7 novembre 1999 9ª giornata | Nocerina | 1 – 1 | Arezzo |  |

| 14 novembre 1999 10ª giornata | Avellino | 0 – 1 | Nocerina |  |

| 21 novembre 1999 11ª giornata | Nocerina | 4 – 0 | Marsala |  |

| 28 novembre 1999 12ª giornata | Giulianova | 2 – 1 | Nocerina |  |

| 5 dicembre 1999 13ª giornata | Nocerina | 0 – 1 | Crotone |  |

| 12 dicembre 1999 14ª giornata | Sporting Benevento | 0 – 0 | Nocerina |  |

| 19 dicembre 1999 15ª giornata | Nocerina | 1 – 1 | Ascoli |  |

| 23 dicembre 1999 16ª giornata | Palermo | 1 – 0 | Nocerina |  |

| 6 gennaio 2000 17ª giornata | Nocerina | 0 – 0 | Lodigiani |  |

#### Girone di ritorno
| 9 gennaio 2000 18ª giornata | Nocerina | 1 – 0 | Ancona |  |

| 15 gennaio 2000 19ª giornata | Castel di Sangro | 1 – 0 | Nocerina |  |

| 23 gennaio 2000 20ª giornata | Nocerina | 0 – 0 | Juve Stabia |  |

| 30 gennaio 2000 21ª giornata | Viterbese | 1 – 1 | Nocerina |  |

| 6 febbraio 2000 22ª giornata | Nocerina | 0 – 0 | Catania |  |

| 13 febbraio 2000 23ª giornata | Nocerina | 3 – 1 | Fidelis Andria |  |

| 27 febbraio 2000 24ª giornata | Gualdo | 0 – 0 | Nocerina |  |

| 5 marzo 2000 25ª giornata | Nocerina | 2 – 1 | Atletico Catania |  |

| 12 marzo 2000 26ª giornata | Arezzo | 0 – 0 | Nocerina |  |

| 19 marzo 2000 27ª giornata | Nocerina | 0 – 0 | Avellino |  |

| 2 aprile 2000 28ª giornata | Marsala | 1 – 1 | Nocerina |  |

| 9 aprile 2000 29ª giornata | Nocerina | 1 – 0 | Giulianova |  |

| 16 aprile 2000 30ª giornata | Crotone | 3 – 0 | Nocerina |  |

| 22 aprile 2000 31ª giornata | Nocerina | 1 – 0 | Sporting Benevento |  |

| 30 aprile 2000 32ª giornata | Ascoli | 3 – 1 | Nocerina |  |

| 7 maggio 2000 33ª giornata | Nocerina | 1 – 0 | Palermo |  |

| 14 maggio 2000 34ª giornata | Lodigiani | 1 – 0 | Nocerina |  |